# 형질모세포성 림프종
형질모세포성 림프종(Plasmablastic lymphoma, PBL)은 2017년 세계보건기구(WHO)가 형질모세포 분화가 있는 림프종양이라 불리는 림프종의 하위 그룹에 속하는 것으로 인정한 거대 B세포 림프종의 일종이다. 이 하위군 내의 다른 림프성 신생물은 다음과 같다: 형질아세포 형질세포 림프종(또는 이 질병의 형질세포종 변종); 카포시 육종 관련 헤르페스바이러스 양성 또는 카포시 육종 관련 헤르페스바이러스 음성인 원발성 삼출성 림프종; 역형성 림프종 키나제 양성 거대 B 세포 림프종; 및 달리 명시되지 않은 인간 헤르페스바이러스 8 양성 미만성 거대 B세포 림프종. 이러한 림프종은 모두 형질모세포의 악성종양이다. 즉, 형질모세포로 분화된 B세포이지만 악성 특성으로 인해 성숙한 형질세포로 더 이상 분화하지 못한다. 과도하게 증식하며 다양한 조직과 기관에 축적되어 손상을 준다.
PBL이 아닌 형질모세포 분화 하위군을 갖는 림프성 신생물의 림프종은 때때로 PBL의 변종으로 잘못 간주되어 왔다. 이 악성 종양 하위 그룹에 속하는 각 림프종은 독특한 임상적, 형태학적, 비정상 유전자 특징을 가지고 있다. 그러나 이러한 림프종의 주요 특징은 때때로 이 하위 그룹에 속하는 림프종을 포함하여 다른 림프종과 중복된다. 결과적으로 이러한 림프종을 정확하게 진단하는 것은 어려운 일이었다. 그럼에도 불구하고 유사한 림프종과는 예후와 치료법이 매우 다를 수 있으므로 정확하게 진단하는 것이 특히 중요하다.
형질모세포성 림프종은 일반적으로 화학요법에 잘 반응하지 않고 예후가 매우 나쁜 공격적이고 드문 악성 종양이다. 이는 HIV/AIDS를 앓고 있거나 고형 장기 이식을 받았거나 다른 방식으로 면역이 억제된 남성에게 주로 발생한다. PBL을 앓고 있는 모든 개인의 ~5%는 면역 능력이 있는 것으로 나타난다. 즉, 면역 체계에 뚜렷한 결함이 없는 것으로 보인다. PBL 사례의 절반 이상에서 악성 형질모세포는 잠재적으로 암을 유발할 수 있는 바이러스인 엡스타인-바 바이러스(EBV)에 감염되어 있으며, 기존의 저등급 B세포 림프종의 형질모세포 변형으로 인해 드물게 PBL이 나타나는 경우도 있다. PBL의 한 변종인 노인 형질모세포 림프종은 대부분의 다른 PBL 사례보다 예후가 훨씬 더 좋다. 이 변종의 발생은 적어도 부분적으로는 면역노화, 즉 노년기에 발생하는 면역결핍으로 인해 발생한다.

## 같이 보기
- 림프종